# بيل بيرد (صحفي)
بيل بيرد (بالإنجليزية: Bill Bird) هو صحفي أمريكي، ولد في 1888 في بوفالو في الولايات المتحدة، وتوفي في 1963.